# Saint-Colomban
Saint-Colomban település Franciaországban, Loire-Atlantique megyében. Lakosainak száma 3499 fő (2022. január 1.). Saint-Colomban La Limouzinière, Corcoué-sur-Logne, Saint-Philbert-de-Grand-Lieu, Geneston és Saint-Philbert-de-Bouaine községekkel határos.

## Népesség
A település népessége az elmúlt években az alábbi módon változott:
| Lakosok száma | 1657 | 1817 | 1889 | 2747 | 3229 | 3316 | 3355 | 3417 | 3428 | 3499 |
|               | 1968 | 1982 | 1990 | 2006 | 2013 | 2015 | 2017 | 2019 | 2020 | 2022 |